# Issam Al-Sinani
Issam Al-Sinani, de son nom complet Issam Fayel Al-Sinani (arabe : عصام فايل السناني), est un footballeur omanais, né le 14 août 1984 en Oman.

## Palmarès

### En sélection nationale
- Finaliste de la Coupe du Golfe en 2007